# Zapasy na Letnich Igrzyskach Olimpijskich 2000 – kategoria do 130 kg w stylu wolnym
Zmagania mężczyzn do 130 kg to jedna z ośmiu męskich konkurencji w zapasach w stylu wolnym rozgrywanych podczas Letnich Igrzysk Olimpijskich 2000. Pojedynki w tej kategorii wagowej odbyły się w dniach 29 września – 1 października.

## Klasyfikacja[1]
| Pozycja | Nazwisko                     | Kraj              |
| ------- | ---------------------------- | ----------------- |
| 1       | Dawid Musulbies              | Rosja             |
| 2       | Artur Tajmazow               | Uzbekistan        |
| 3       | Alexis Rodríguez             | Kuba              |
| 4       | Abbas Dżadidi                | Iran              |
| 5       | Kerry McCoy                  | Stany Zjednoczone |
| 6       | Alaksiej Miadzwiedzieu       | Białoruś          |
| 7       | Sven Thiele                  | Niemcy            |
| 8       | Aleksandr Kowalewski         | Kirgistan         |
| 9       | Rəcəb Əshəbəliyev            | Azerbejdżan       |
| 10      | Aleksi Modebadze             | Gruzja            |
| 11      | Aydın Polatçı                | Turcja            |
| 12      | Krasimir Koczew              | Bułgaria          |
| 13      | Dolgorsürengijn Sumjaabadzar | Mongolia          |
| 14      | Chen Xingqiang               | Chiny             |
| 15      | Efstatios Topalidis          | Grecja            |
| 16      | Peter Pecha                  | Słowacja          |
| 17      | Zsolt Gombos                 | Węgry             |
| 18      | Merab Walijew                | Ukraina           |

## Zasady[2]
- PP — Na punkty (Pokonany zdobył punkty)
- PO — Na punkty (Pokonany bez punktów)
- ST — Przewaga (10 punktów różnicy, pokonany bez punktów)
- PA — Kontuzja
- TO — Nokaut

## Wyniki[3]

### Rundy eliminacyjne

#### Grupa 1
| Zawodnik                     | W | P | Punkty | Punkty techniczne |
| ---------------------------- | - | - | ------ | ----------------- |
| Alexis Rodríguez             | 2 | 0 | 6      | 3                 |
| Krasimir Koczew              | 1 | 1 | 3      | 1                 |
| Dolgorsürengijn Sumjaabadzar | 0 | 2 | 2      | 2                 |

|                              |                              | Punkty | Punkty techniczne |
| ---------------------------- | ---------------------------- | ------ | ----------------- |
| Alexis Rodríguez             | Krasimir Koczew              | 3-0 PO | 2-0               |
| Dolgorsürengijn Sumjaabadzar | Alexis Rodríguez             | 1-3 PP | 1-1               |
| Krasimir Koczew              | Dolgorsürengijn Sumjaabadzar | 3-1 PP | 1-1               |

#### Grupa 2
| Zawodnik               | W | P | Punkty | Punkty techniczne |
| ---------------------- | - | - | ------ | ----------------- |
| Alaksiej Miadzwiedzieu | 2 | 0 | 6      | 6                 |
| Aleksandr Kowalewski   | 1 | 1 | 4      | 6                 |
| Chen Xingqiang         | 0 | 2 | 1      | 2                 |

|                        |                        | Punkty | Punkty techniczne |
| ---------------------- | ---------------------- | ------ | ----------------- |
| Aleksandr Kowalewski   | Alaksiej Miadzwiedzieu | 1-3 PP | 2-3               |
| Chen Xingqiang         | Aleksandr Kowalewski   | 1-3 PP | 2-4               |
| Alaksiej Miadzwiedzieu | Chen Xingqiang         | 3-0 PO | 3-0               |

#### Grupa 3
| Zawodnik          | W | P | Punkty | Punkty techniczne |
| ----------------- | - | - | ------ | ----------------- |
| Kerry McCoy       | 2 | 0 | 7      | 13                |
| Rəcəb Əshəbəliyev | 1 | 1 | 4      | 4                 |
| Merab Walijew     | 0 | 2 | 0      | 0                 |

|                   |                   | Punkty | Punkty techniczne |
| ----------------- | ----------------- | ------ | ----------------- |
| Merab Walijew     | Kerry McCoy       | 0-3 PO | 0-3               |
| Rəcəb Əshəbəliyev | Merab Walijew     | 4-0 TO | 3:13              |
| Kerry McCoy       | Rəcəb Əshəbəliyev | 4-0 ST | 10-0              |

#### Grupa 4
| Zawodnik       | W | P | Punkty | Punkty techniczne |
| -------------- | - | - | ------ | ----------------- |
| Artur Tajmazow | 2 | 0 | 7      | 13                |
| Aydın Polatçı  | 1 | 1 | 3      | 3                 |
| Zsolt Gombos   | 0 | 2 | 0      | 0                 |

|                |                | Punkty | Punkty techniczne |
| -------------- | -------------- | ------ | ----------------- |
| Zsolt Gombos   | Artur Tajmazow | 0-4 ST | 0-10              |
| Aydın Polatçı  | Zsolt Gombos   | 3-0 PO | 3-0               |
| Artur Tajmazow | Aydın Polatçı  | 3-0 PO | 3-0               |

#### Grupa 5
| Zawodnik        | W | P | Punkty | Punkty techniczne |
| --------------- | - | - | ------ | ----------------- |
| Dawid Musulbies | 2 | 0 | 7      | 5                 |
| Sven Thiele     | 1 | 1 | 4      | 10                |
| Peter Pecha     | 0 | 2 | 0      | 0                 |

|                 |                 | Punkty | Punkty techniczne |
| --------------- | --------------- | ------ | ----------------- |
| Sven Thiele     | Peter Pecha     | 4-0 ST | 10-0              |
| Dawid Musulbies | Sven Thiele     | 3-0 PO | 5-0               |
| Peter Pecha     | Dawid Musulbies | 0-4 PA | WO                |

#### Grupa 6
| Zawodnik            | W | P | Punkty | Punkty techniczne |
| ------------------- | - | - | ------ | ----------------- |
| Abbas Dżadidi       | 2 | 0 | 6      | 13                |
| Aleksi Modebadze    | 1 | 1 | 3      | 5                 |
| Efstatios Topalidis | 0 | 2 | 1      | 1                 |

|                     |                     | Punkty | Punkty techniczne |
| ------------------- | ------------------- | ------ | ----------------- |
| Efstatios Topalidis | Abbas Dżadidi       | 1-3 PP | 1-9               |
| Aleksi Modebadze    | Efstatios Topalidis | 3-0 PO | 5-0               |
| Abbas Dżadidi       | Aleksi Modebadze    | 3-0 PO | 4-0               |

### Runda finałowa
|  | Ćwierćfinały           | Ćwierćfinały           | Ćwierćfinały |  |  | Półfinały        | Półfinały        | Półfinały       |   |                | Finał            | Finał            | Finał       |
|  |                        |                        |              |  |  |                  |                  |                 |   |                |                  |                  |             |
|  | Alexis Rodríguez       | Alexis Rodríguez       | 4            |  |  |                  |                  |                 |   |                |                  |                  |             |
|  | Alaksiej Miadzwiedzieu | Alaksiej Miadzwiedzieu | 0            |  |  | Alexis Rodríguez | Alexis Rodríguez | 0               |   |                |                  |                  |             |
|  | Kerry McCoy            | Kerry McCoy            | 9            |  |  | Artur Tajmazow   | Artur Tajmazow   | 4F              |   |                |                  |                  |             |
|  | Artur Tajmazow         | Artur Tajmazow         | 11           |  |  |                  |                  |                 |   | Artur Tajmazow | Artur Tajmazow   | 2                |             |
|  |                        |                        |              |  |  |                  | Dawid Musulbies  | Dawid Musulbies | 5 |                |                  |                  |             |
|  |                        |                        |              |  |  | Dawid Musulbies  | Dawid Musulbies  | 3               |   |                |                  |                  |             |
|  |                        |                        |              |  |  | Abbas Dżadidi    | Abbas Dżadidi    | 0               |   |                | o 3 miejsce      | o 3 miejsce      | o 3 miejsce |
|  |                        |                        |              |  |  |                  |                  |                 |   |                |                  |                  |             |
|  |                        |                        |              |  |  |                  |                  |                 |   |                | Alexis Rodríguez | Alexis Rodríguez | 1           |
|  |                        |                        |              |  |  |                  |                  |                 |   |                | Abbas Dżadidi    | Abbas Dżadidi    | 0           |

|  |                        |    |
|  | o 5 miejsce            |    |
|  |                        |    |
|  |                        |    |
|  |                        |    |
|  | Alaksiej Miadzwiedzieu |    |
|  |                        |    |
|  | Kerry McCoy            | WO |
|  | Kerry McCoy            | WO |
|  |                        |    |